# TBL3
TBL3‏ (Transducin beta like 3) هوَ بروتين يُشَفر بواسطة جين TBL3 في الإنسان.